# Национална опера и балет (Северна Македония)
 Тази статия е за институцията от Северна Македония.  За българската институция със същото име вижте Национална опера и балет.  
Национална опера и балет (на македонска литературна норма: Национална опера и балет) е държавна културна институция и най-старата институция от този вид в Северна Македония.

## История
Първата опера в Социалистическа република Македония е поставена в 1947 година, като премиерата е на 9 май 1947 г. с операта „Кавалерия рустикана“ на сцената на Народния театър в Скопие. Балетният ансамбъл е създаден през 1949 година, като премиерата му е на 27 януари 1949 година с постановката „Валпургиева нощ“. По това време и двата ансамбъла са в рамките на Македонския народен театър. Пръв солист на Македонската опера и балет е видният балетист, хореограф и преподавател Георги Македонски, а в първата трупа влизат балерини, сред които Янка Атанасова, Емилия Джипунова, Магдалена Янева, Светлана Марковска, Олга Милосавлева, Елпида Паковска, Надка Пенушлиска, Елица Поповска, Смилка Силянова и други.
Това статукво се променя през 2004 година, когато оперният и балетен ансамбъл са отделени и заедно формиран Македонска опера и балет. След разрушителното скопско земетресение от 1963 МНТ е преместен заедно с операта и балета в състава си в Театър Център, от там през 80-те се премества в новопостроена сграда. След отделянето на балета и операта те остават в тази сграда от 80-те, а за театъра е построена нова сграда на мястото на старата, която е съборена след земетресението.